# Flagelloscypha abruptiflagellata
Flagelloscypha abruptiflagellata är en svampart som beskrevs av Agerer 1975. Flagelloscypha abruptiflagellata ingår i släktet Flagelloscypha och familjen Niaceae.   Inga underarter finns listade i Catalogue of Life.